# Таганрогская синагога
Таганрогская синагога — молитвенный дом таганрожцев, исповедующих иудаизм. Находилась в переулке Депальдовском (ныне — пер. Тургеневский, 46, на углу улицы Розы Люксембург). Здание не сохранилось.

## История
Строилась она в 1859-1876 годах по проекту таганрогского архитектора Михаила Петрова.
15 марта 1857 года архитектор Петров направил в строительный комитет рапорт: «Вследствие предписания Строительного комитета от 29 января сего года за номером 81 направляю проект и смету на построение еврейской синагоги в городе Таганроге; которые имею честь при сем предоставить». Получив разрешение от Министерства Внутренних дел, в феврале 1859 года строители приступили к возведению здания каменной синагоги. Деньги решили использовать из сумм, полученных путём коробочного сбора, и из добровольных пожертвований верующих. На этот период в городе проживало 748 евреев, из которых — 380 мужчин и 368 женщин.
Старостой таганрогской синагоги с 1912 по 1917 год был Герш Фельдман, отец будущей актрисы Фаины Раневской.
В сентябре 1911 года на собрании прихожан хоральной синагоги решался вопрос об установке в ней фисгармонии. Этому противились: Браверман, Гордон, Идельсон. Сторонники же, Иофис, Фельдман и другие, всего три четверти от присутствующих, проголосовали за установку музыкального инструмента. Орган приобрел за свой счет купец Г. Х. Фельдман. Он же, являясь старостой, предложил усилить хор певчих женскими голосами. Участие девушек в синагогальном хоре являлось нововведением не только для Таганрога, но и для России, так как женские хоры пелись во время богослужения только в заграничных синагогах.
26 апреля 1923 года здание синагоги Окрисполком национализировал и устроил там «Интернациональный клуб нацменьшинств».
В конце 1980-х годов на месте синагоги было выстроено девятиэтажное здание студенческого общежития Таганрогского авиационного техникума. Здание стало «трещать», было признано аварийным ещё на этапе строительства и не принималось в эксплуатацию до 2005 года, пока его не передали на баланс Таганрогского государственного радиотехнического университета. Затратив на капитальный ремонт 45 миллионов рублей, радиоуниверситет в феврале 2007 года открыл в отремонтированном здании студенческое общежитие № 7.